# Garnizon Zielona Góra
Garnizon Zielona Góra – garnizon w Zielonej Górze zajmowany kolejno przez jednostki (instytucje) wojskowe Królestwa Prus, Wehrmachtu, Ludowego Wojska Polskiego i Sił Zbrojnych III RP.
W 1763 Zielona Góra została garnizonem. Po zakończonej wojnie siedmioletniej do miasta przybyły dwa szwadrony 11 Pułku Dragonów generała Friedricha Leopolda von Bosse. W 1790 Komendantura garnizonu przeniesiona została do odwachu. Komendantem garnizonu był wówczas podpułkownik von Studnitz. W latach 1806–1808 w mieście stacjonowali francuscy dragoni.
Od 1 stycznia 2010 garnizon Zielona Góra obejmuje jednostki (instytucje) Wojska Polskiego stacjonujące na terenie miasta i gminy Zielona Góra oraz trzech gmin powiatu zielonogórskiego: Czerwieńsk, Nowogród Bobrzański i Świdnica.
Jednostki (instytucje) Wojska Polskiego stacjonujące współcześnie w garnizonie Zielona Góra
- Wojewódzki Sztab Wojskowy w Zielonej Górze, ul. Batorego 56
  - Wojskowa Komenda Uzupełnień w Zielonej Górze, ul. Urszuli 8
- Delegatura Wojskowej Ochrony Przeciwpożarowej, Aleja Niepodległości 34
- Rejonowy Zarząd Infrastruktury w Zielonej Górze, ul. Bolesława Chrobrego 7
- Węzeł Łączności w Zielonej Górze, Aleja Niepodległości 34[3]
- Wojskowe Biuro Emerytalne w Zielonej Górze, ul. Strumykowa 13
- Wojskowa Pracownia Psychologiczna w Czerwieńsku, ul. Składowa 10
- 4 Zielonogórski Pułk Przeciwlotniczy w Czerwieńsku, ul. Składowa 10 (od 1993)
- Węzeł Łączności Czerwieńsk[4]
- Grupa Zabezpieczenia 44 WOG Krosno Odrzańskie w Czerwieńsku
- Skład Nowogród Bobrzański[5]

Byłe jednostki (instytucje) Wojska Polskiego stacjonujące w garnizonie Zielona Góra
- Powiatowy Sztab Wojskowy w Zielonej Górze
- Wojskowy Sąd Rejonowy w Zielonej Górze (1950-1954)
- Wydział Zamiejscowy w Zielonej Górze Wojskowego Sądu Garnizonowego w Poznaniu (1996-2001)
- Oddział Wojskowego Przedsiębiorstwa Handlowego w Zielonej Górze
- 128 Pułk Artylerii Przeciwlotniczej w Czerwieńsku (1975-1993)

Jednostki (instytucje) Wehrmachtu
Garnizon Zielona Góra (Garnisonsstädte Grünberg) znajdował się na terenie VIII Okręgu Wojskowego (Wehrkreis VIII). W mieście stacjonowały następujące pododdziały:
- Batalion Zapasowy 29 Pułku Piechoty (Ergänzungs-Bataillon vom Infanterie-Regiment 29) → 3 Dywizja Piechoty
- Batalion Zapasowy 54 Pułku Piechoty (Ergänzungs-Bataillon vom Infanterie-Regiment 54) → 18 Dywizja Piechoty
- 49 Batalion Zapasowy
- 585 Batalion Strzelców Krajowych (Landesschützen-Bataillon 585)
- Batalion Policji Zielona Góra (Polizei-Bataillon Grünberg)